# Hulla (Sängersklavin)
Hulla (arabisch حلة, DMG Ḥulla), geboren im 8. Jahrhundert, gestorben im 8. oder 9. Jahrhundert, war eine Sängersklavin und Konkubine des dritten Abbasiden-Kalifen al-Mahdi (um 744–785, reg. 775–785).
Sie kam in den 770er-Jahren in den Harem von al-Mahdi und wird in der erhaltenen klassisch-arabischen Literatur als schöne Frau und ausgezeichnete, erfahrene Sängersklavin beschrieben.